# ワンメイクレース
ワンメイクレースは、モータースポーツのひとつの様式。全参加者が同一仕様のエンジンを使用したり、同一仕様のレーシングマシンに搭乗したりして行われるレース。

## 概要
モータースポーツは、それぞれのレギュレーション（規定）の範囲内で、多様なレーシングマシンを用いて行われる。レーシングマシンには出来不出来の差などがあるのが普通であり、そのため、操縦者の技能だけで結果が決まるのではなく、レーシングマシンの良し悪しも結果に大きな影響を与える。一般的には、モータースポーツは「操縦者の技能とレーシングマシンの性能（そしてチームの能力）」の総合力で競うものである。
しかしながら、なるべく純粋に「操縦者の技能」のみによるレースを見たいというニーズも存在する。そのため、レーシングマシンにかかわるレギュレーション（規定）を極端に厳しくして、「ある特定の車種しか使うことができない」などとする場合がある。こういった厳しい規定のもと、レーシングマシンの性能をなるべく揃えることで、操縦者の技能以外の要素の比重を低め、操縦者の技能の優劣が結果に結びつきやすくした様式のレースがワンメイクレースである。
一部のワンメイクレースでは通常のレースの規定よりも改造範囲を狭めており、時にはほとんど改造できないように厳しく規制される場合もある。これは上記の「操縦者の技能に頼る部分をより増やす」目的のほか、改造費用を安く抑える（改造できない分、費用もかからない）ためでもあり、下位カテゴリーのレースで多く見られる。
レーシングマシン全体が同一である場合のほか、「特定のエンジンだけしか使うことができない」「特定のタイヤしか使うことができない」といったケースも、（その範囲で）ワンメイクレースと呼ぶことがあるが、そのような場合は「レース」を付けずに単にワンメイクと呼ぶことが多い。

## 目的
ワンメイクレースは、いくつかの目的で行われる。

### 新人発掘
新人の登竜門として使われるレースでは、参加者の技能がはっきりとわかることが望ましいため、それ以外の要素で差がつくことを抑制することを目的に、しばしばワンメイクレースが行われる。
具体例を以下に示す。
- ルノーなどが主催するフォーミュラ・ルノー
- トヨタ自動車が主催するフォーミュラ・トヨタ
- 日産自動車が主催していたザウルス・ワンメイク
- 三菱自動車によるフォーミュラ・ミラージュ
- 本田技研工業によるフォーミュラ・ドリーム

いずれも、シャシ・エンジンともに規定があり、同一の車輌によってレースが行われる。

### レースコストの削減
アマチュアが楽しみのために参加するクラスのレースでは、レーシングマシンにかかる費用を削減するために、ワンメイクレースとされる場合がある。これは、多様なレーシングマシンが参加できるようにしておくと、そのうちのどれかが速いということになれば買い替えを行わなければならなくなるためである。
具体例を以下に示す。
- ポルシェが主催するカレラカップレース
- 本田技研工業が1981年に開始し2013年[1]まで開催されたシビックワンメイクレース[2]、および後継のフィット1.5チャレンジカップ。
- 日産自動車が1984年に開始したマーチカップ[3]
- 三菱自動車による1985年から1998年まで開催されていたミラージュカップ[4]。
- トヨタ自動車が主催するネッツカップ、86/BRZレース
- 富士スピードウェイが主催する富士チャンピオンレース（「カローラアクシオ GTクラス」がこれに該当する[5]）
- ルノーなどが主催するルノーサンクレース、クリオ・カップ、メガーヌ・トロフィー（メガーヌ・カップ）
- ジオミックモータースポーツ[6]が運営する、ミニチャレンジ[7]
- オートバイメーカーが主催・後援するミニバイクレース

新人の登竜門として使われるレースにおけるワンメイクレースの場合も、レースコストを削減することが目的に含まれる。

### ユーザーサービス
メーカーのユーザーサービス目的でワンメイクレースが行われる場合もある。自社製品の特定車種・機種のユーザのみを対象とすることで、結果としてワンメイクレースになる。具体例は「レースコストの削減」の項目を参照のこと。

### エキシビションレース
普段は異なるレーシングマシンを使っているレーサーを同一のレーシングマシンに乗せてエキジビジョンレースとして行われる場合もある。普段はそれぞれのレーシングマシンに搭乗しているため、搭乗者の技能の差なのかレーシングマシンの差なのかがわかりにくいので、「その中で本当に一番速いのは誰か」といった興味を満たすために行われる。
エキシビジョンレースとして行われるワンメイクレースの場合は、主催者側が全参加車輌を用意するのが通例である。代表例としては毎年年末に行われるレース・オブ・チャンピオンズがある。

### 公営競技
公営競技の競艇およびオートレースはワンメイクレースとなっている。
競艇におけるワンメイクレースは、艇体とエンジンは主催者所有のものを抽選で配分、プロペラはエンジン付属のもの（複数）から選択して装着する（2012年4月より）といった、徹底した方法が採用されている。ただし、エンジンは選手の整備やレースでの使用状況（艇が転覆して内部に浸水させてしまったなど）により、使い込まれるほど善し悪しが大きく分かれてしまう。そのため、選手の技量の優劣を強調する意味でのワンメイクレースとは性格が異なる。
オートレースにおけるワンメイクレースは、競走車が選手所有となっている。

## 自動車以外
ヨットレースでは同じ設計の船（ワンデザイン船）で争うレースを「ワンデザイン・クラス」と呼ぶ。自動車レースと同じく参加費を軽減する目的があり、資金の限られる個人レースだけでなく近年はボルボ・オーシャンレースやアメリカスカップ（第35回大会から）などの外洋レースでもワンデザインに変更される例がある。
レッドブル・エアレース・ワールドシリーズでは上位カテゴリーの「マスタークラス」がエンジンとプロペラを統一したワンメイクとなっているため、各チームはウィングレットの改良など空力改善に力を入れている。入門カテゴリーの「チャレンジャークラス」はジブコ エッジ540 V2を使うワンメイクレースである。
リノ・エアレースでは無改造のT-6に限られる「T-6クラス」が存在する。

## 比喩表現
あるレギュレーション（規定）下で行われるレースで、特定の市販マシンが圧倒的に強いことがある。その場合、他のマシンも規定上は参加可能であっても、実際には出てこないことが珍しくない。規定上はワンメイクレースではないが、一車種しか出てこない場合（あるいはほとんどの参加者が同一車種を採用している場合）、比喩的に「ワンメイクレース」と呼ばれることがある。
これは、下位カテゴリのレースでは珍しくない現象である。